# Sputnik (vírus)
Sputnik é um virófago, descoberto por pesquisadores da Universidade do Mediterrâneo, em Marselha.

## Características
Este tipo de vírus adere a outro vírus, invade a fábrica de vírus diminuindo e prejudicando a replicação viral. Ele também pode pegar informações genéticas do hospedeiro e de outros organismos.